# Клер Голт
Клер Ріаннон Холт (англ. Claire Rhiannon Holt) (нар. 11 червня 1988 року, Брисбен, Австралія) — австралійська акторка, найбільш відома з ролі Емми Ґілберт в серіалі «H2O: Просто додай води», а також Ребеки Майклсон з телесеріалу «Щоденники вампіра», Первородні.

## Життєпис
Закінчила школу в Toowong, Квінсленд, у кінці 2005 року. Має чорний пояс із те-квон-до. Окрім кіно, Клер відмінно співає, й навіть була в шкільному хорі. Вона є добрим ватерпольним гравцем і займається плаванням, волейболом, грає на гітарі й фортепіано.

## Кар'єра
Почала акторську кар'єру цілком випадково. У дитинстві вона мріяла стати лікаркою, але, з огляду на те, що хотіла заробити самостійно, на кишенькові витрати, мусила зніматися в різних рекламних роликах (Dreamworld, Sizzlers Queensland Lifesaving).
Її дебютною роллю стала Емма Ґілберт у підлітковому серіалі «H2O: Просто додай води», де вона знімалась упродовж 2-х сезонів. Після закінчення другого сезону було прийнято рішення про продовження серіалу, проте міс Голт не стала продовжувати контракт, бо була затверджена на роль Ліндсі Роллінс у «Посланці 2: Опудало».
Після цього актриса з'являлася на публіці тільки на світських заходах, але, як виявилось згодом, це було лиш «затишшям перед бурею». У кінці 2010-го року затвердили на роль Честіті Мейєр у сиквелі популярного фільму «Погані дівчата». Згодом вона знялась в епізодичній ролі в «Милі ошуканки».
Тепер грає вампірку Ребеку в культовому серіалі «Щоденники вампіра». 2012 року очікувалась також прем'єра однойменною адаптації Нью-Йоркського бестселера, роману Дональда Мілера — «Blue Like Jazz», де Клер виконує одну з головних ролей.

## Особисте життя
Зустрічалася в 2012 з Меттью Капланом. 13 липня 2015 року Меттью зробив Клер пропозицію, на яке Клер відповіла згодою, виклавши фото в Instagram. 28 квітня 2016 Меттью і Клер одружилися. 27 квітня 2017 року, за день до першої річниці весілля, Меттью подав на розлучення, посилаючись на «непримиренні обставини». 2 травня 2017 року Холт також подала документи на розлучення. 
3 грудня 2017 Холт оголосила про заручини з Ендрю Джоблоном. В кінці лютого 2018 року Холт перенесла викидень. 18 серпня 2018 Клер Холт і Ендрю Джоблон одружилися. 12 жовтня 2018 пара оголосила, що очікує появи на світ дитини, 19 листопада стало відомо що у них буде син. 28 березня 2019 року біля пари народився первісток — Джеймс Холт Джоблон. 3 квітня 2020 року пара оголосила що чекає на появу другої дитини. 20 травня 2023 року на Канському кінофестивалі стало відомо, що пара чекає на третю дитину.

## Фільмографія
| Телебачення | Телебачення            | Телебачення                 | Телебачення      | Телебачення                        |
| Рік         | Назва                  | Оригінальна назва           | Роль             | Примітки                           |
| ----------- | ---------------------- | --------------------------- | ---------------- | ---------------------------------- |
| 2006—2008   | H2O: Просто додай води | H20: Add Just Water         | Емма Гілберт     | Головна роль (1,2 сезон) 51 епізод |
| 2009        | Посланці 2: Пугало     | Messengers 2: The Scarecrow | Ліндсі Ролінс    | Фільм                              |
| 2011        | Погані дівчиська 2     | Means Girls 2               | Честіті Маєр     | Телевізійний фільм                 |
| 2011—2012   | Милі ошуканки          | Pretty Little Liars         | Самара Кук       | Періодична роль 5 епізодів         |
| 2011—2014   | Щоденники вампіра      | The Vampire Diaries         | Ребекка Майклсон | Періодична роль 37 епізодів        |
| 2012        | Сумний, Як джаз        | Blue Like Jazz              | Пенні            | Фільм                              |
| 2013—2018   | Первородні             | The Originals               | Ребекка Майклсон | Головна роль 34 епізода            |
| 2015—2016   | Водолій                | Aquarius                    | Чармейн Таллі    | 22 епізода                         |
| 2017        | Синя безодня           | 47 Meters Down              | Кейт             | Фільм                              |
| 2019        |                        | The Divorce Party           | Сьюзен           | Фільм                              |
| 2019        |                        | A Violent Separations       | Аббі Кемпбелл    | Фільм                              |
| 2019        |                        | Painted Beauty              | Саша             | Фільм                              |
| 2021        | Спадок                 | Legacies                    | Ребекка Майклсон | 1 епізод                           |